# Ampithoe vacoregue
Ampithoe vacoregue är en kräftdjursart. Ampithoe vacoregue ingår i släktet Ampithoe och familjen Ampithoidae. Inga underarter finns listade i Catalogue of Life.